# Wa (voilier)
Pour les articles homonymes, voir Wa.

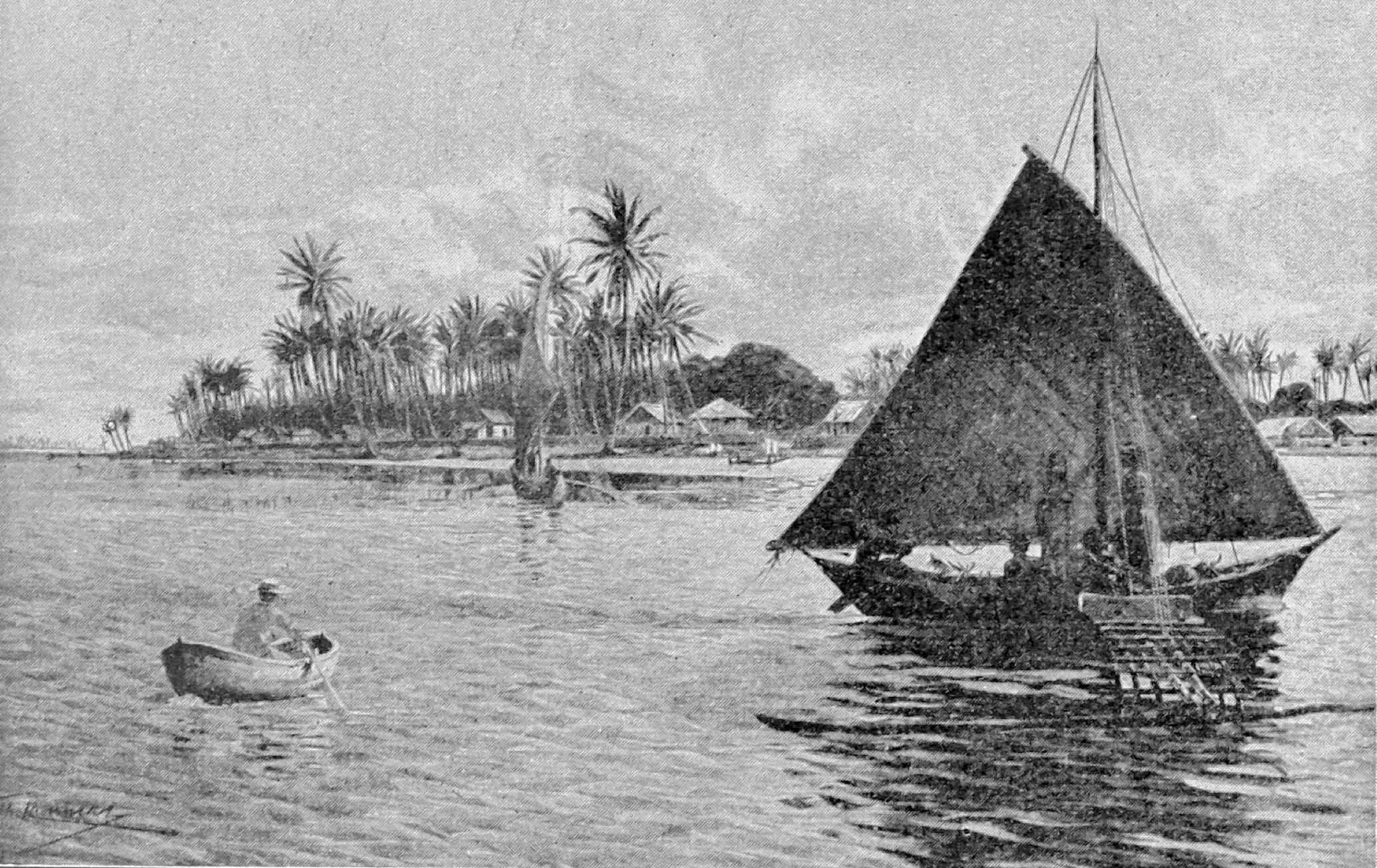
Photographie (antérieure à 1911) d'un wa.

Un wa est un type de pirogue traditionnel à rames et voile des îles Carolines et plus généralement de la région de Micronésie, en Océanie. C'est la forme que prend le prao dans cet archipel, proche du sakman des Mariannes du Nord.
Il se caractérise par une voile austronésienne triangulaire sur un mât amovible, un balancier,, une longueur de 6 à 9 m et une coque amphidrome.

## Répartition géographique
Dans le passé, les migrations et le commerce entre iles sur une longue distance sont courantes, et un commerce important était pratiqué avec les îles Mariannes au nord et du sud, la Micronésie et Guam. Les échanges étant également culturels, cela se traduit dans la typologie des bateaux : le wa se rencontre dans les îles Carolines et plus généralement dans la région de Micronésie.
Ainsi les distances des traversées pouvaient atteindre plusieurs milliers de kilomètres : en 1821, Adelbert von Chamisso enregistra un voyage de 3 700 km entre Yap et Aur dans la chaîne des Ratak des Îles Marshall. Des voyages d'au moins 1 600 km entre les Carolines, les Philippines et les Mariannes étaient fréquents. Des parcours en étoile entre les îles étaient connus sur Polowat, Tobi (au sud-ouest de Palaos), et Makin, dans les îles Gilbert.

## Description

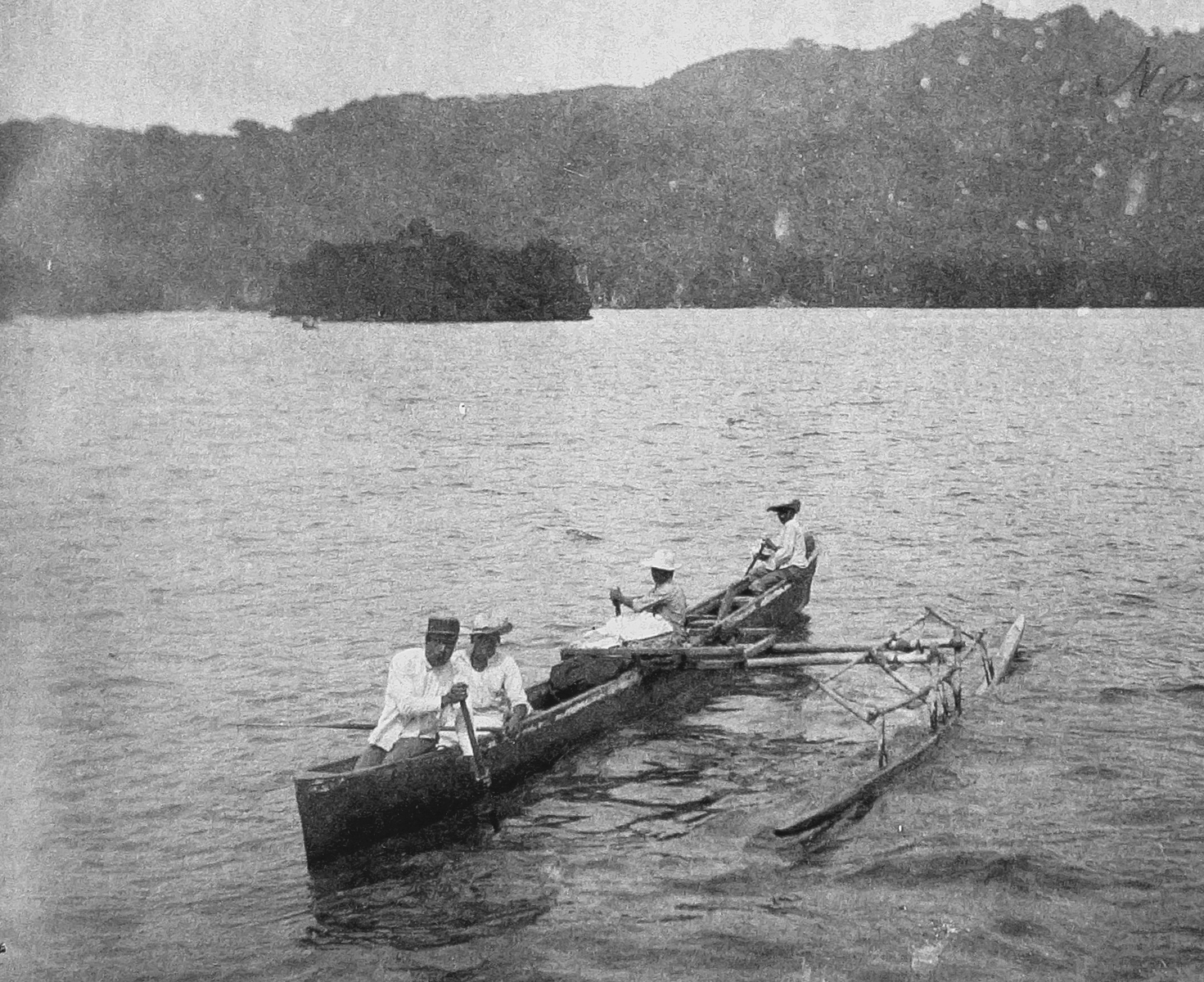
Pirogues sur l'île Kosrae (Carolines) vers 1900.

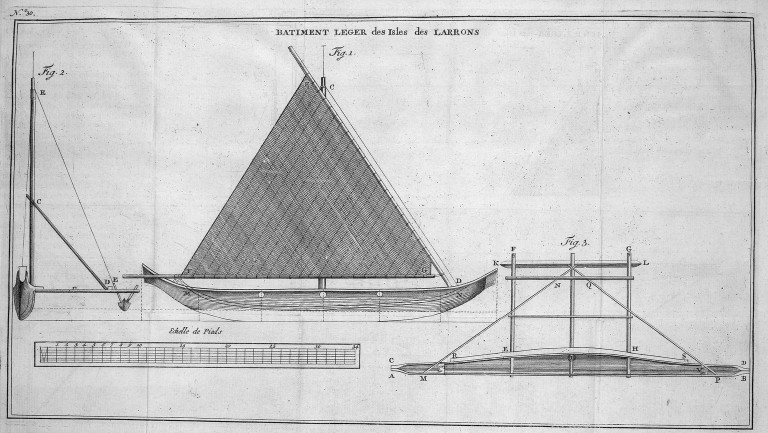
Wa des Îles Mariannes décrit dans le voyage de George Anson en 1743.

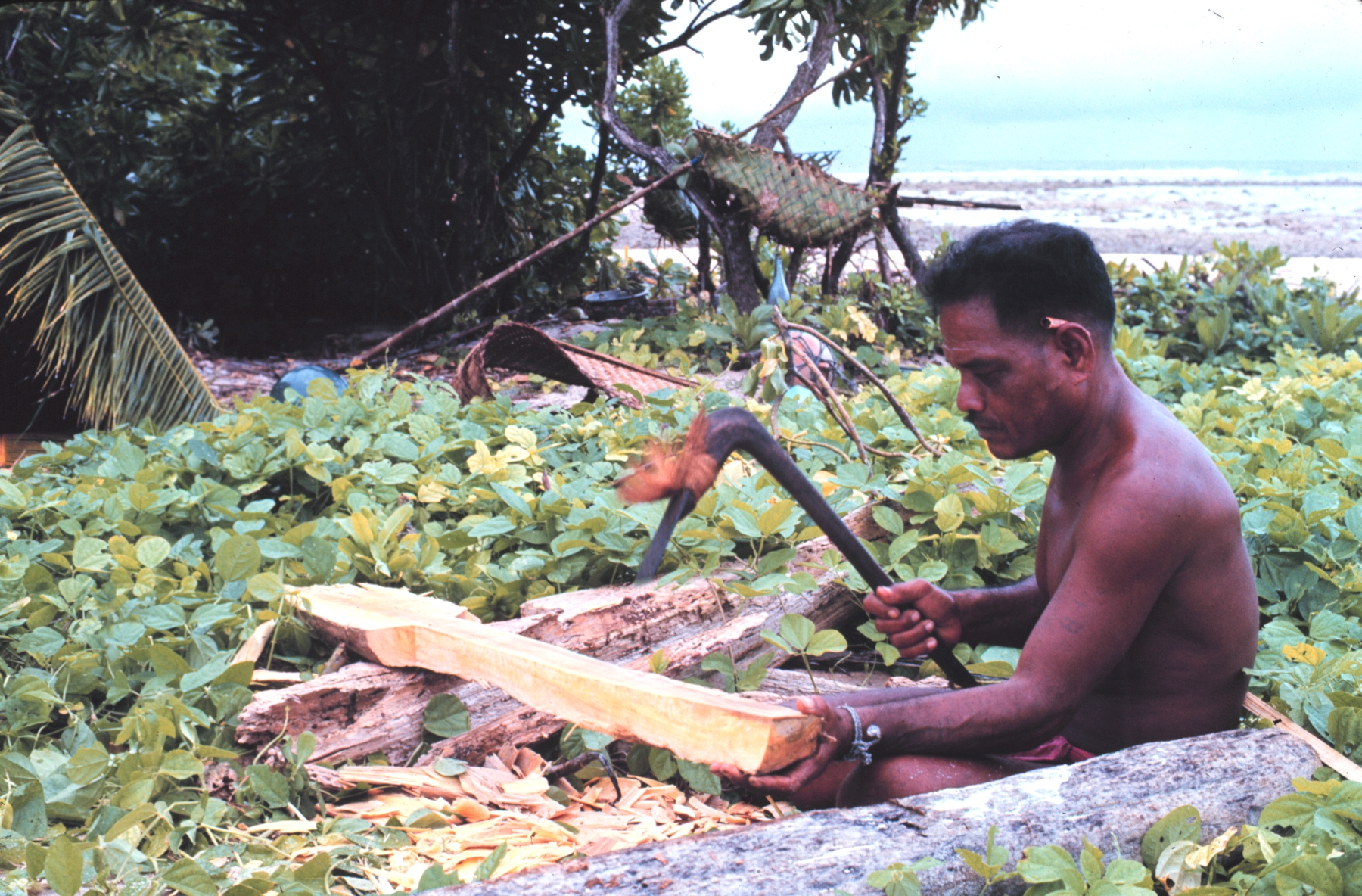
Fabrication d'une rame sur les îles Carolines.

### Coque et structures
Le Wa est un type de prao amphidrome (il se déplace indépendamment dans les deux sens) conçu pour naviguer sur de longues distances. La pirogue à rames ou voile, est muni d'un balancier et d'une petite plate-forme au milieu du navire reposant sur les perches du stabilisateur. La longueur varie de 6 à 9 m pour une largeur de coque très étroite de quelques décimètres et un tirant-d'eau d'une quarantaine de cm.
Il possède un mât amovible qui porte une voile austronésienne triangulaire sur un seul mât.

### Spécificité des bout-dehors dans la navigation
Les was traditionnels disposent d'une plateforme sur les bras des balanciers mais aussi d'une plate-forme sous le vent du côté opposé au balancier, suspendu sur le côté latéral de la coque, où des hommes se positionnent pour contrebalancer toute inclinaison excessive vers le côté sous le vent lorsque la force du vent augmente.

Le flotteur au vent stabilise le bateau par sa masse plus que par sa flottabilité. Lorsque le flotteur est submergé par une vague, sa traînée accrue fait légèrement pivoter le canoë dans le vent, soulageant ainsi une partie de la pression du vent sur la voile. Le canoë ralentit temporairement le temps que le flotteur du balancier émerge à nouveau. Cette caractéristique de conception a également pour effet de réduire la dérive en tendant à placer le vent vers le côté du bateau.

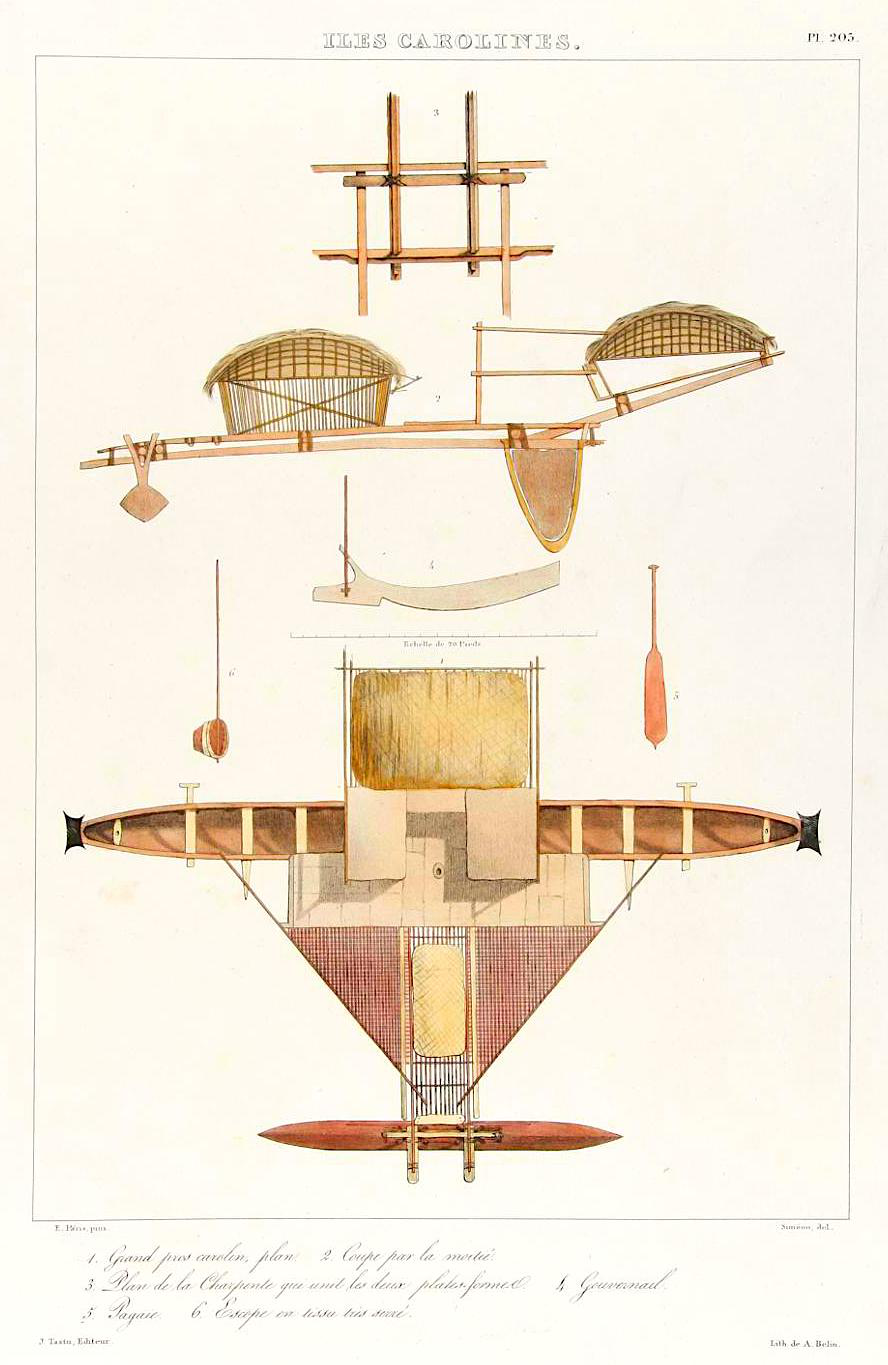
Lithographie d'un wa des îles Carolines (Francois-Edmond Paris, 1829). On peut observer la coque étroite et la plate-forme opposé au balancier.

### Performance
Pour E. Dorian (1972), ces bateaux rudimentaires sont supérieurs sous voiles à un bateau moderne sur certains points. Selon Anson, en 1776, ils pouvaient se déplacer à la vitesse du vent ou même au-delà. Plusieurs  explorateurs occidentaux ont déclaré qu'ils étaient "capables de supporter 22 nœuds (41 km/h) pendant des périodes prolongées". Une moyenne de 14 nœuds (26 km/h) a été enregistré pour un wa voyageant de Guam à Manille.

### Construction
La coque est taillée généralement dans un troncs d'arbre à pain. Avant la seconde guerre mondiale, les voiles était traditionnellement réalisés en pièces de pandanus cousues, puis en toile et après 1973 l'usage en dacron pour certaines d'entre elles.
Sur Polowat, le savoir-faire de la construction de canoës est appelé héllap ("grand gréement"), et différentes écoles de menuiserie en canoë comprennent hálinruk ("corde de Truk") et hálinpátu ("corde des quatre îles occidentales").